# Ліцей № 74 імені Марійки Підгірянки Львівської міської ради
Ліцей № 74 імені Марійки Підгірянки Львівської міської ради — загальноосвітній навчальний заклад III ступеня з поглибленим вивченням математики та профільним навчанням за філологічним напрямком, розташований у смт Рудно, Залізничного району міста Львова.

## Історія
Згадки про першу школу в селищі Рудне датуються початком XX століття, коли при читальні товариства «Просвіта» відкрилася недільна школа. Значний внесок у розвиток освіти у селищі зробили Лев Трещаківський, Євген Дудкевич, Володимир Таницький. Наприкінці 1930-х років дітей основ освіти навчали Андрій Научук, Михайло Банах, Павло Банах. Славні традиції освітянства по другій світовій війні продовжили ті, кого маємо право назвати учитель від Бога. Серед них Кучеренко Євгенія Маркіянівна — Герой Соціалістичної праці, вчителька української мови та літератури, Федик Ігор Іванович — заслужений вчитель України, вчитель історії, 
Бучко Андрій Миронович вніс великий вклад у навчання ЗОШ №74. Він навчав дітей української мови та хімії. Його учні мали хороші успіхи у цих предметах та поступили у закордонні, американські вищі навчальні заклади.
Саме вони ввели у світ знань перших учнів сучасної львівської середньої загальноосвітньої школи № 74, яка відчинила свої двері 1977 року.
У школі запроваджено поглиблене вивчення математики з 8 класу та профільне навчання за філологічним напрямком з 10 класу. У червня 2021 року Львівську загальноосвітню школу I—III ступенів № 74 реорганізовано у Ліцей № 74 Львівської міської ради та присвоєне ім'я Марійки Підгірянки.

## Кімната-музей Марійки Підгірянки
Упродовж 1995—1998 років у школі вчительським та учнівським колективами проводилася дослідницько-пошукова робота зі збору матеріалів про діяльність поетеси Марійки Підгірянки. Результатом кропіткої роботи стало створення та відкриття 30 квітня 1998 року у СЗОШ № 74 кімнати-музею Марійки Підгірянки, адже свої останні роки життя вона провела у селищі Рудне. Ініціаторами створення були: учителька української мови і літератури, Герой Соціалістичної Праці, лауреат Державної премії УРСР у галузі науки і техніки, кандидат педагогічних наук, автор десятків опублікованих праць, багатьох газетних публікацій, підручників з української літератури Євгенія Маркіянівна Кучеренко; директор школи Михайло Федорович Юрків та заступник директора школи з виховної роботи Марія Григорівна Шкурпило.
Експозиція кімнати — музею складається з чотирьох розділів: «Дитячі роки Марійки Підгірянки», «Юність поетеси», «Марійка Підгірянка — зріла особистість» та «Наша землячка». Найціннішими експонатами кімнати — музею є рукописні спогади дочки мистині Дарії, сина Остапа та чоловіка Августина Домбровських. Першою завідувачкою кімнати-музею була Наталія Петрівна Хома, вчителька української мови та літератури, а її справу продовжила колега Карбовник Ірина Адамівна. Руднівський музей Марійки Підгярянки співпрацює з аналогічними музеями, що діють на батьківщині поетеси, у селі Білі Ослави та у місті Тлумач, що на Івано-Франківщині.

## Відомі вчителі
- Банах Михайло
- Банах Павло Ілліч
- Кучеренко Євгенія Маркіянівна
- Научук Андрій
- Федик Ігор Іванович
- Бучко Андрій Миронович